# 拉斯克奖
拉斯克奖（英語：Lasker Award），始自1946年的年度奖，奖励取得了重大医学科学贡献的在世医学研究者。

## 概述
拉斯克奖素有“美国的诺贝尔奖”之美誉，是美国最具声望的生物医学奖项，也是医学界仅次于诺贝尔奖的一项大奖，1946年，由被誉为“现代广告之父”的美国著名广告经理人、慈善家阿尔伯特·拉斯克（Albert Lasker）及其夫人玛丽·沃德·拉斯克（Mary Woodard Lasker）共同创立，旨在表彰医学领域作出突出贡献的科学家、医生和公共服务人员。而玛丽本人即为有影响力的医学研究者。自1962年起，获此项医学奖的科学家中有半数以上在随后的数年里又获诺贝尔奖。截至2005年，超过300人次获得拉斯克奖，其中至少已有71人相继获得过诺贝尔奖。
拉斯克奖的评选结果通常于9月公布，而诺贝尔奖通常是10月公布，因此拉斯克奖在医学界又被称作“诺贝尔奖风向标”。而且，获得基础医学研究奖后再获得诺贝尔奖的比例更高。1997年以来的诺贝尔生理学或医学奖获得者中，近一半也是拉斯克奖得主：1997年（诺贝尔奖）Stanley B. Prusiner（1994，拉斯克奖），1998年Robert F. Furchgott（1996）、Ferid Murad（1996），1999年Gunter Blobel（1993），2000年Eric R. Kandel（1983），2001年Lee Hartwell（1998）、Paul Nurse（1998），2002年Sydney Brenner（1971），2003年Paul C. Lauterbur（1984），2005年Barry J. Marshall（1995），2015年的屠呦呦（2011）。而近几届诺贝尔化学奖，也有多位拉斯克奖获得者：2003年Roderick MacKinnon（1999），2004年Aaron Ciechanover（2000）、Avram Hershko（2000）。

## 獎項
拉斯克奖最初设有三个奖项：基础医学研究拉斯克奖（Basic Medical Research）、临床医学研究拉斯克奖（Clinical Medical Research）和公共服务拉斯克奖（Public Service，2000年被重新命名为玛丽·沃德·拉斯克奖，以纪念拉斯克夫人）。
1997年后，又增设特殊贡献拉斯克奖（Special Achievement Award）。位于美国纽约的阿尔伯特和玛丽· 拉斯克基金会（Albert and Mary Lasker Foundation）是拉斯克基金的管理机构，获奖者由25名来自世界各国的杰出科学家组成的评审委员会评选产生。

## 族裔別獲獎者

### 日本人
截至2014年，共有7名日本人獲獎，人數居亞洲各國之冠。其中2人亦獲得諾貝爾獎。
| 姓名       | 出生年份 | 出身大學        | 獲獎時國籍 | 類別       | 獲獎年份 |
| ---------- | -------- | --------------- | ---------- | ---------- | -------- |
| 花房秀三郎 | 1929年   | 大阪大学        | 日本       | 基礎醫學獎 | 1982年   |
| 利根川進   | 1939年   | 京都大学        | 日本       | 基礎醫學獎 | 1987年   |
| 西塚泰美   | 1932年   | 京都大学        | 日本       | 基礎醫學獎 | 1989年   |
| 増井禎夫   | 1931年   | 京都大学        | 日本       | 基礎醫學獎 | 1998年   |
| 遠藤章     | 1933年   | 東北大學 (日本) | 日本       | 臨床醫學獎 | 2008年   |
| 山中伸弥   | 1962年   | 神戶大學        | 日本       | 基礎醫學獎 | 2009年   |
| 森和俊     | 1958年   | 京都大學        | 日本       | 基礎醫學獎 | 2014年   |

### 華人與中國人
马海德不是華人，是入籍中華人民共和國的黎巴嫩裔美國人。
| 姓名   | 出生年份 | 出身大學       | 獲獎時國籍      | 類別       | 獲獎年份 |
| ------ | -------- | -------------- | --------------- | ---------- | -------- |
| 李卓皓 | 1913年   | 金陵大学       | 中華民國、 美国 | 基礎醫學獎 | 1962年   |
| 李敏求 | 1919年   | 盛京医科大学   | 中華民國、 美国 | 臨床醫學獎 | 1972年   |
| 马海德 | 1910年   | 贝鲁特美国大学 | 中华人民共和国  | 公共服务獎 | 1986年   |
| 简悦威 | 1936年   | 香港大学       | 美国            | 臨床醫學獎 | 1991年   |
| 屠呦呦 | 1930年   | 北京大學医学部 | 中华人民共和国  | 臨床醫學獎 | 2011年   |
| 盧煜明 | 1963年   | 香港中文大學   | 中华人民共和国  | 臨床醫學獎 | 2022年   |

## 類似獎項
- 諾貝爾生理學或醫學獎
- 沃爾夫獎
- 羅伯·柯霍獎
- 邵逸夫獎
- 唐奬生技醫藥獎